# Ranunculus penicillatus
Ranunculus penicillatus là một loài thực vật có hoa trong họ Mao lương. Loài này được (Dumort.) Bab. miêu tả khoa học đầu tiên năm 1874.

## Hình ảnh

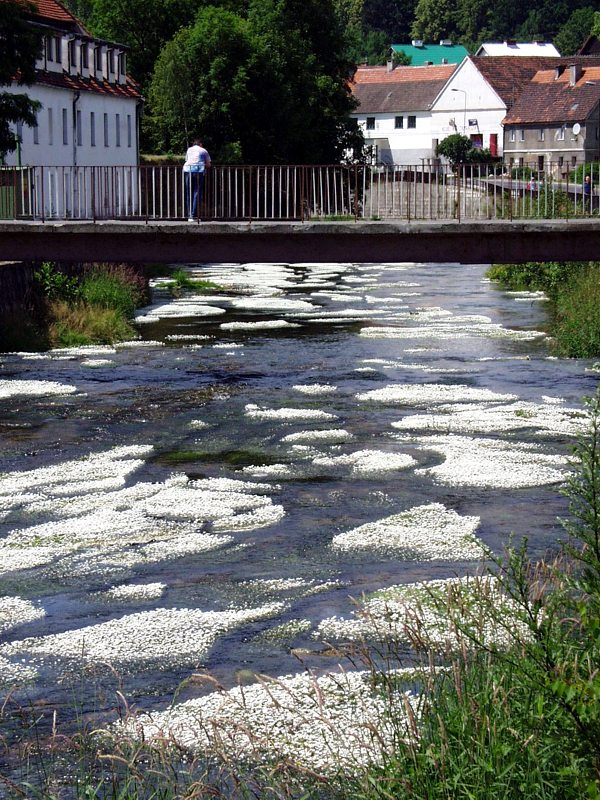
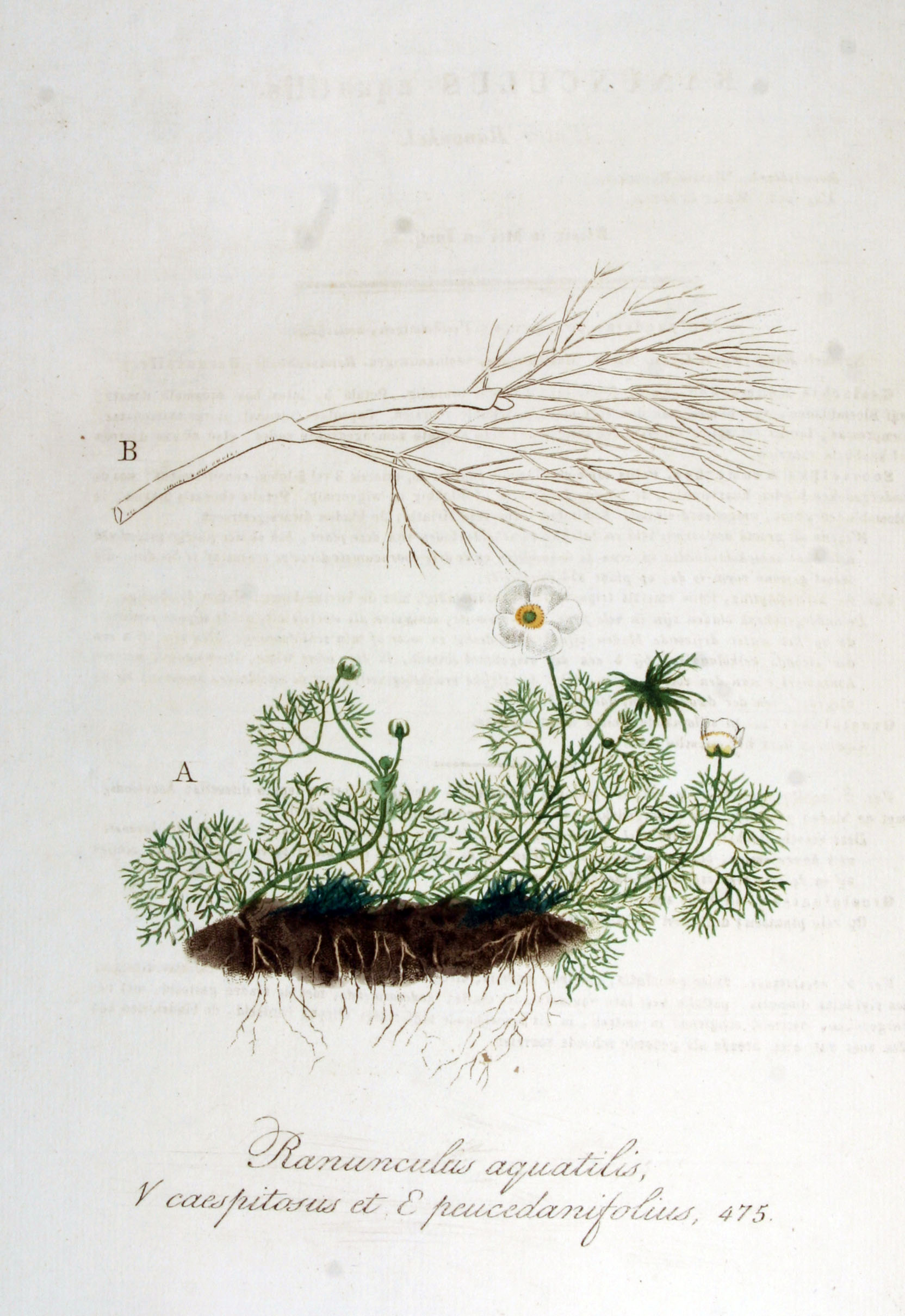